# デジタルレファレンスサービス
デジタルレファレンスサービスとは、インターネットを介して行われる図書館のレファレンスサービスのことである。
ここで「レファレンス」とは情報を求める図書館利用者に対して、質問に答えたり答えが載っている資料を教えたりすることで、彼らの情報ニーズを充足させるサービスのことである。従来図書館内で対面式に行われていたレファレンスサービスを、メールやチャット、Webフォームを使って遠隔地の利用者にも提供するのがデジタルレファレンスサービスである。なお日本語では「デジタルレファレンス（Digital Reference）」という言い方が優勢であるが、米国等では“Virtual Reference”もよく用いられている。

## 具体例
米国におけるデジタルレファレンスサービスの例としては以下のものがある。
- QuestionPoint：2002年、LCとOCLCが共同で開始した。1998年からLCが開発してきたCDRS（Collaborative Digital Reference Service）をプロトタイプとする。日本では農林水産研究情報センターや国際基督教大学図書館が2003年からQuestionPointに参加している。
- 24/7 Reference：メトロポリタン共同図書館システム（MCLS：Metropolitan Collaborative Library System）が運用してきた。2005年、QuestionPointに統合。
- Ready for Reference：Alliance Library System（イリノイ州の大学図書館コンソーシアム）が提供。